# Tito Quinzio Peno Capitolino Crispino (console 354 a.C.)
Tito Quinzio Peno Capitolino Crispino (latino: Titus Quinctius Pennus Capitolinus Crispinus; fl. IV secolo a.C.) è stato un politico romano del IV secolo a.C. appartenente alla gens Quintia.

## Biografia
Fu nominato dittatore nel 361 a.C. per condurre la guerra contro i Galli riportando una vittoria che fu celebrata come trionfo nello stesso anno; come magister equitum nominò Servio Cornelio Maluginense.
A questa campagna si riferisce l'episodio leggendario di Tito Manlio Torquato, che vinse in duello un nemico enorme, spingendo i Galli, ad abbandonare il campo di battaglia.
(Tito Livio,  Ab Urbe condita, Libro VII, 11)
L'anno successivo (360 a.C.) fu magister equitum con il dittatore Quinto Servilio Ahala.
Fu eletto console nel 354 a.C. insieme al collega console Marco Fabio Ambusto, entrambi patrizi. Durante il consolato i romani ebbero la meglio sui Tiburtini e sui Tarquinesi, con tanta facilità, che i Sanniti, vennero a Roma a chiedere la pace.
(Tito Livio, Ab Urbe condita, VII, 2, 19.)
Nel 351 a.C. fu eletto console per la seconda volta ed ebbe come collega Gaio Sulpicio Petico, al quinto consolato. A Sulpicio fu affidata la campagna contro Tarquinia ed a Tito Quinzio quella contro i Falisci. In entrambi i casi, i romani riuscirono a che i nemici chiedessero la pace, senza che si arrivasse ad uno sconto in campo aperto, ma devastandone le campagne.
Secondo il racconto di Tito Livio, nel 342 a.C. fu costretto con le minacce ad assumere il comando degli insorti tra i soldati stanziati a Capua durante la prima guerra sannitica, adoperandosi però poi alla pace, quando gli insorti si trovarono a dover fronteggiare i soldati guidati dal dittatore Marco Valerio Corvo.